# عبد القادر قايالي
عبد القادر قايالي (بالتركية: Abdülkadir Kayalı)‏ (مواليد 30 يناير، 1991) هو لاعب كرة قدم تركي يلعب حاليا لصالح نادي إسكيشهرسبور.

## دولي
لعب 58 مباراة دولية لعدة منتخبات الشباب في تركيا.
وقد ادرج كواحد من بين أفضل 10 لاعبون في بطولة أوروبا تحت 17 سنة 

## روابط خارجية
- عبد القادر قايالي على موقع الاتحاد الأوربي (الإنجليزية)
- عبد القادر قايالي على موقع اتحاد تركيا (لاعب) (الإنجليزية)
- عبد القادر قايالي على موقع قاعدة بيانات كرة القدم.إي يو (الإنجليزية)
- عبد القادر قايالي على موقع Soccerway.com (الإنجليزية)
- عبد القادر قايالي على موقع عالم كرة القدم.نت (الإنجليزية)